# Xã Scambler, Quận Otter Tail, Minnesota
Xã Scambler (tiếng Anh: Scambler Township) là một xã thuộc quận Otter Tail, tiểu bang Minnesota, Hoa Kỳ. Năm 2010, dân số của xã này là 476 người.